# Ваффляр, Алексис
Алексис Жак Мари Ваффляр (фр. Alexis Jacques Marie Wafflard или фр. Vafflard, 29 июня 1787 года, Версаль — 1 января 1824 года, Париж) — французский драматург-комедиограф.
В юности сын торговца бумагой Ваффляр занимался позолотой фарфора, когда в возрасте восемнадцати лет он был призван в армию. Комиссованный по состоянию здоровья, он несколько лет прослужил в Военном министерстве, после чего посвятил себя сцене. Скончался в возрасте 37 лет от заболевания лёгких.
Пьесы Ваффляра соединяют меланхолию с искромётным диалогом. Большинство из них написаны в соавторстве.

## Избранные произведения
- Haydn ou le Menuet du bœuf, комедия-анекдот в одном действии, в соавторстве с Жюлем-Жозефом де Люрьё, 12 ноября 1812 года
- Le Voile d’Angleterre, ou la Revendeuse à la toilette, комедия-водевиль в одном действии, в соавторстве с Шарлем-Франсуа-Жаном-Батистом Моро де Комманьи, 14 марта 1814 года
- Les Caméléons, комедия-водевиль в одном действии, в соавторстве с Шарлем-Франсуа-Жаном-Батистом Моро де Комманьи и Пьером-Жаном Беранже, 25 октября 1815 года
- Le Voyage à Dieppe, трёхактная комедия в прозе, в соавторстве с Жозефом-Дезире Фюльжансом де Бюри, 1 марта 1821 года
- Les Deux Ménages, трёхактная комедия с Луи-Бенуа Пикаром и Жозефом-Дезире Фюльжансом де Бюри, 21 марта 1822 года
- L'Écolier d’Oxford, трёхактная комедия, 29 июля 1824 года